# Dissolució estàndard
Una dissolució estàndard és aquella que conté una concentració coneguda d'un element al que li diem patró primari que, degut a la seva estabilitat, s'utilitza per valorar concentracions d'altres dissolucions.
A la naturalesa, la matèria no es troba constituïda, en general, per un sol element o compost químic, sinó per una barreja de diferents substàncies. Dins d'aquestes substàncies s'ha de distingir entre barreges ordinàries i dissolucions. Les dissolucions són una barreja de substàncies a nivell molecular, a diferència de les barreges ordinàries, en les que les substàncies es mantenen en partícules de mida més gran, apreciables a simple vista. En la formació d'una dissolució es desprèn o s'absorbeix calor (calor de dissolució) com en les reaccions químiques.

## Característiques de les solucions i compostos
| Característica                           | Mescla       | Dissolució         | Compost         |
| ---------------------------------------- | ------------ | ------------------ | --------------- |
| Sistema                                  | Heterogeni   | Homogeni           | Homogeni        |
| Proporció dels constituents              | Variable     | Variable           | Constant        |
| Propietats individuals dels constituents | Es conserven | Es conserven       | No es conserven |
| Despreniment de calor durant la formació | No           | Si                 | Si              |
| Separació dels constituents              | Fàcil        | Relativament fàcil | Difícil         |

## Estat físic de les dissolucions
En les dissolucions s'ha de distingir entre dos constituents: el dissolvent, que en general és el component que intervé en més quantitat, i el solut (o soluts), que són els components que intervenen en menor proporció.
Segons l'estat físic en el que es troben les solucions, es classifiquen en sòlides, liquides i gasosa. L'estat físic d'una dissolució és el mateix que té el disolvent, mentre que el solut pot estar en un estat diferent. Les dissolucions més comunes són les dissolucions líquides i, dins d'aquestes, les més importants són les aquoses.
| Estat físic de la solució | Disolvent | Solut  | Exemple                        |
| ------------------------- | --------- | ------ | ------------------------------ |
| Sòlid                     | Sòlid     | Gas    | El gel, que conté aire dissolt |
| Sòlid                     | Sòlid     | Sòlid  | Coure i zinc                   |
| Líquid                    | Líquid    | Gas    | CO2 en aigua                   |
| Líquid                    | Líquid    | Líquid | Begudes alcohòliques, gasolina |
| Líquid                    | Líquid    | Sòlid  | Sucre en aigua, sal en aigua   |
| Gasós                     | Gasós     | Gas    | Aire                           |
| Gasós                     | Gasós     | Líquid | Aire humit                     |
| Gasós                     | Gasós     | Sòlid  | Pols                           |

## Patró primari
Un patró primari, també anomenat estàndard primari és una substància utilitzada en química com referència al moment de fer una valoració o estandardització. Usualment són sòlids que compleixen amb les següents característiques:
1. Tenen composició coneguda.
2. Han de tenir elevada puresa.
3. Ha de ser estable a temperatura ambient.
4. Ha de ser possible el seu assecat en estufa.
5. No ha d'absorbir gasos.
6. Ha de reaccionar ràpid i estequiomètricament.
7. Ha de tenir un pes equivalent gran.

## Patró secundari
El patró secundari, també anomenat dissolució valorant o estàndard secundari. El seu nom es deu al fet que, en la majoria dels casos, es necessita un patró primari per conèixer la seva concentració exacta.
El patró secundari ha de tenir les següents característiques:
1. Ha de ser estable mentre s'efectuï el període d'anàlisi
2. Ha de reaccionar ràpidament amb l'analit
3. La reacció entre la dissolució valorant i el patró primari ha de ser complerta, i també la reacció entre la dissolució valorant i l'analit.
4. Ha d'existir un mètode per a eliminar altres substàncies de la mostra que també poguessin reaccionar amb la dissolució valorant.
5. Ha d'existir una reacció ajustada que descrigui la reacció.